# 林姵彣
林姵彣（1999年11月25日—）是台灣游泳運動員，現就讀於國立臺灣體育運動大學。她曾參加2016年夏季奧林匹克運動會女子50公尺自由式比賽，最終以26秒41的成績止步預賽。

## 略歷
在台中市漢口國中時期即嶄露頭角，先是參加2014年亞洲運動會、2014年世界短道游泳錦標賽，其中2014年亞洲運動會200公尺蛙式項目晉級決賽，最終以2分33秒15的成績獲得第七名。隔年於全國中等學校運動會一舉收獲五座冠軍，並參加世界中學生游泳錦標賽獲得一金兩銀兩銅。漢口國中畢業前，在全國分齡游泳錦標賽的50公尺自由式項目上，以26秒12的成績打破全國紀錄，該成績也達到2016年夏季奧林匹克運動會游泳比賽參賽B標。接著成為唯一代表台灣參加2015年世界游泳錦標賽的女子選手，在200公尺蛙式游出2分39秒19的成績，名列第43名。
進入西苑高中後，9月的全國總統盃分齡游泳錦標賽50公尺自由式又游出25秒90的成績，再度締造全國紀錄，並於中華民國104年全國運動會游泳比賽中奪得四項冠軍，50公尺蝶式也創下全國紀錄，隔年的全中運也摘下50公尺自由式、100公尺自由式和100公尺蝶式三項冠軍。憑藉50公尺自由式達奧運B標的成績，最終獲頒外卡參賽資格，她也成為2016年夏季奧林匹克運動會中華台北代表團最年輕的運動員。2016年夏季奧林匹克運動會女子50公尺自由式比賽，被安排於第七組第一道出賽，最終游出26秒41的成績，在預賽中與敘利亞選手巴彥·祖瑪並列第49名而未能晉級。此後於2016年世界短道游泳錦標賽參加50公尺自由式和50公尺蝶式項目，分別排名第36名和第31名。
2017年，於全國中等學校運動會50公尺自由式、100公尺蛙式、50公尺蝶式及4×100公尺自由式接力項目獲得冠軍，中華民國全國運動會中50公尺自由式和50公尺蛙式奪得冠軍，其中50公尺蛙式項目游出32秒06的成績，締造生涯第三個長道項目全國紀錄。此後，在2017年世界盃系列賽紛紛創下最佳成績。北京站上，50公尺自由式和50公尺蛙式都締造了全國紀錄，50公尺蛙式闖入決賽以第八名坐收。東京站上，100公尺蛙式項目以1分08秒04刷新全國紀錄。新加坡站上，50公尺蛙式和100公尺蛙式分別獲得第七名和第六名的成績，並雙雙再度打破全國紀錄。
2018年，於香港短池分齡游泳錦標賽的200公尺蛙式項目上，以2分24秒82的成績刷新全國紀錄，緊接著於全國中等學校運動會50公尺蛙式及100公尺蛙式項目分別游出31秒49和1分09秒32的成績，雙雙創造全國紀錄。為了備戰2018年亞洲運動會，前往香港參加香港公開游泳錦標賽，分別31秒41與1分08秒66的成績再度突破50公尺蛙式及100公尺蛙式項目全國紀錄。隨後在2018年亞洲運動會上參加50、100、200公尺蛙式，50公尺蛙式及200公尺蛙式闖進決賽並分別獲得第6名與第7名，100公尺蛙式則名列預賽第九未能晉級。

## 個人特點
擁有174公分的身高，加上腳長和手掌大等特點，使得她具備短距離項目的先天優勢。此外，優異的划行效率也幫助她在比賽中能夠脫穎而出。

## 個人紀錄
| 長水道                  | 長水道  | 長水道         | 長水道                        | 長水道   |
| ----------------------- | ------- | -------------- | ----------------------------- | -------- |
| 項目                    | 成績    | 日期           | 賽事                          | 備註     |
| 50公尺自由式            | 25.90   | 2015年9月5日   | 104年全國總統盃分齡游泳錦標賽 |          |
| 100公尺自由式           | 56.92   | 2015年10月21日 | 104年全國運動會               |          |
| 50公尺蛙式              | 31.19   | 2023年5月5日   | 2023年全國大專校院運動會      | 台灣紀錄 |
| 100公尺蛙式             | 1:08.48 | 2023年5月7日   | 2023年全國大專校院運動會      | 台灣紀錄 |
| 200公尺蛙式             | 2:32.36 | 2015年4月29日  | 104年全國中等學校運動會       |          |
| 50公尺蝶式              | 27.38   | 2015年10月18日 | 104年全國運動會               |          |
| 100公尺蝶式             | 1:02.49 | 2016年4月24日  | 105年全國中等學校運動會       |          |
| 200公尺混合式           | 2:24.62 | 2015年10月28日 | 2015年世界盃東京站            |          |
| 4×100公尺自由式接力     | 3:50.66 | 2014年9月21日  | 2014年亞洲運動會              | 台灣紀錄 |
| 4×200公尺自由式接力     | 8:35.15 | 2017年10月24日 | 106年全國運動會               |          |
| 4×100公尺混合式接力     | 4:14.79 | 2015年10月20日 | 104年全國運動會               |          |
| 混合4×100公尺自由式接力 | 3:41.10 | 2019年7月27日  | 2019年世界游泳錦標賽          |          |
| 混合4×100公尺混合式接力 | 3:59.13 | 2019年7月24日  | 2019年世界游泳錦標賽          |          |
| 短水道                  |         |                |                               |          |
| 項目                    | 成績    | 日期           | 賽事                          | 備註     |
| 50公尺自由式            | 25.45   | 2017年11月10日 | 2017年世界盃北京站            | 台灣紀錄 |
| 100公尺自由式           | 56.87   | 2016年10月1日  | 2016年世界盃北京站            |          |
| 50公尺蛙式              | 31.06   | 2017年11月19日 | 2017年世界盃新加坡站          | 台灣紀錄 |
| 100公尺蛙式             | 1:06.71 | 2017年11月18日 | 2017年世界盃新加坡站          | 台灣紀錄 |
| 200公尺蛙式             | 2:24.82 | 2018年3月11日  | 2018年香港短池分齡游泳錦標賽  | 台灣紀錄 |
| 50公尺蝶式              | 27.38   | 2016年12月8日  | 2016年世界短道游泳錦標賽      |          |
| 200公尺混合式           | 2:23.11 | 2014年10月28日 | 2014年世界盃東京站            |          |
| 4×50公尺自由式接力      | 1:45.26 | 2018年12月16日 | 2018年世界短道游泳錦標賽      | 台灣紀錄 |
| 4×100公尺自由式接力     | 3:50.45 | 2018年12月11日 | 2018年世界短道游泳錦標賽      | 台灣紀錄 |
| 4×50公尺混合式接力      | 1:55.90 | 2018年12月12日 | 2018年世界短道游泳錦標賽      |          |
| 4×100公尺混合式接力     | 4:15.77 | 2018年12月16日 | 2018年世界短道游泳錦標賽      |          |
| 混合4×50公尺自由式接力  | 1:34.86 | 2018年12月12日 | 2018年世界短道游泳錦標賽      | 台灣紀錄 |
| 混合4×50公尺混合式接力  | 1:43.07 | 2018年12月13日 | 2018年世界短道游泳錦標賽      | 台灣紀錄 |

## 外部連結
- 林姵彣的Instagram帳戶